# Lourdes Lejarreta Arroyo
Lourdes Lejarreta Arroyo (Bilbao, 16 de marzo de 1958-Cogo, Guinea Ecuatorial, 3 de septiembre de 1995) fue una enfermera y cooperante española.

## Biografía
Perteneció a la décima primera promoción de la Escuela de Enfermería del Hospital de Santiago de Vitoria. Se especializó en análisis clínicos. Trabajó en el laboratorio del ambulatorio de Olaguibel en Vitoria y fue coordinadora de enfermería del Centro de Salud.
Adquirió su primera experiencia como cooperante con una estancia de año y medio en Somalia (1993) trabajando para Médicos Sin Fronteras.  Posteriormente, se integró en la alavesa Asociación Africanista Manuel Iradier, que le propuso ir a Cogo, Guinea Ecuatorial, a donde llegó en junio de 1995. En Cogo fue la encargada del Programa de salud materno infantil del Centro de Salud de la ONG alavesa, así como de las vacunaciones y la supervisión de puestos sanitarios en las aldeas. Se acompañó por su equipo guineano de atención primaria a través de la selva y navegando en canoa por los ríos de la zona para asistir a las poblaciones más necesitadas en localidades recónditas.
Murió en Cogo a los 37 años, el 3 de septiembre de 1995, víctima de un repentino paludismo cerebral. Desde el 11 de septiembre de 1995 está inhumada en el cementerio de Santa Isabel de Vitoria.

## Premios y reconocimientos

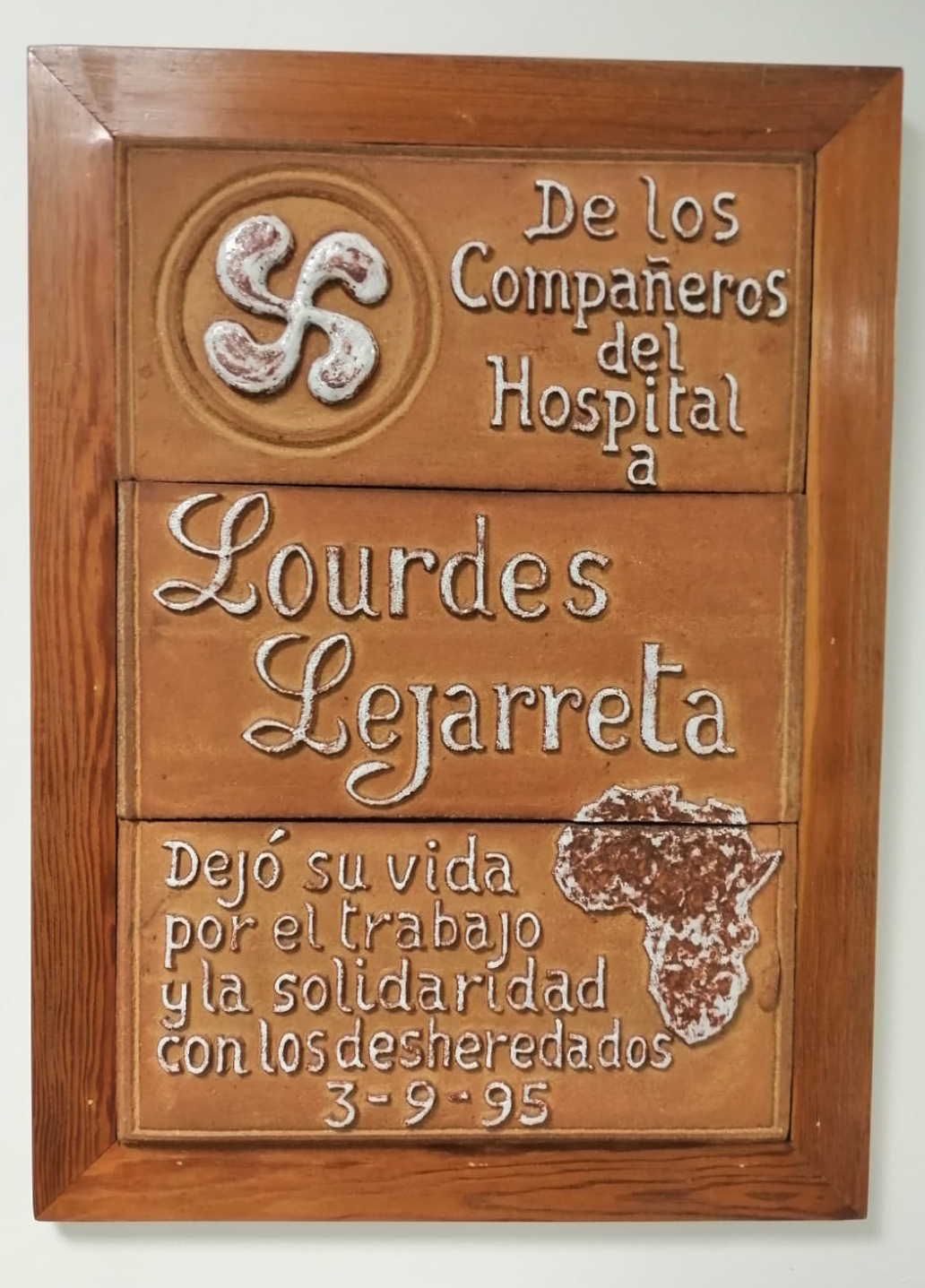
Placa dedicada a Lourdes Lejarreta Arroyo

En 1996 el Gobierno Vasco otorgó una subvención a la Asociación Manuel Iradier de Vitoria para la concesión de un Premio Especial que llevaba su nombre en su memoria.
En 2017, la Diputación Foral de Álava confeccionó un calendario dedicado a las mujeres del Territorio Histórico para promocionar los logros que alcanzaron.
En el Hospital de Santiago de Vitoria hay colocada una placa que la recuerda dedicada por sus compañeras y compañeros de trabajo.
Existe una escuela infantil en Vitoria que lleva su nombre.